# 더 아레나 앳 이노베이션 마일
더 아레나 앳 이노베이션 마일(영어: The Arena at Innovation Mile)은 미국 인디애나주 노블스빌에 위치한 실내 경기장이다. G 리그 노블스빌 붐의 홈경기장으로 사용하고 있다.